# Letana magna
Letana magna är en insektsart som beskrevs av Sigfrid Ingrisch 1990. Letana magna ingår i släktet Letana och familjen vårtbitare. Inga underarter finns listade i Catalogue of Life.